# アートコア
アートコア（英: Artcore）は、音楽ジャンルのひとつ。現在は主にドラムンベースのサブジャンルのいずれかを指す。

## 概要
1990年代半ばに流行したドラムンベースのサブジャンル、インテリジェントの異称の1つとして「アンビエントドラムンベース」や「アートコア」があった。当時の代表的なアーティストはLTJ BukemやFabio、Omni Trioなど。当時のアートコアの特徴として、ジャングル由来の高速ドラムンベース、アンビエントやジャズなど多様なジャンルの要素、アンビエント的な浮遊感が挙げられている。これらは4ヒーローなど多くのアーティストに影響を与えた一方で、「インテリジェント」という名称からくる排他的な印象から敬遠され、シーンから姿を消していった。
対して音楽ゲームにおけるアートコアは、高速ドラムンベースと様々なジャンルのEDM、クラシック音楽、アコースティックなピアノや弦楽器などの融合、そして感傷的なメロディが特徴のジャンルである。日本で単にアートコアという場合はこちらを指すことが多い。
ジャンルの源流としては2002年の『felys』（Onoken）が、名称としては2004年のbeatmania IIDX(10th style)に収録された『Narcissus At Oasis』（Ryu☆）が最初期にあたる。その後、BEMANIシリーズやBMS等の音楽ゲームを中心とした同人音楽シーンにおいて独自の進化を遂げており、「日本の同人音楽発祥の電子音楽」という広義のJ-coreに含まれる。

### 主なアーティスト
（90年代のアートコア）
- LTJ Bukem
- Omni Trio
- Seba
- 4 Hero

（音楽ゲーム発祥のアートコア）
- An (AcuticNotes)
- dj TAKA
- Feryquitous
- Laur
- Onoken
- Ryu☆
- sta
- sasakure.UK
- xi
- 削除/Sakuzyo
- ak+q

## ハードコア・パンクの用語として
上記とは全く別に、ハードコア・パンクにおけるコンセプチュアルなパフォーマンスを表す語として1980年代に用いられていた。1986年に発刊されたアートコアの専門雑誌『Artcore』はハードコア・パンクのバンド・レーベル・新人・ベテランに焦点を当ててパンク・ロック運動のグラフィック・デザインによる主張を紹介しており、1980年代のハードコア人気の中で重要な位置付けにあることを表現していた。